# Telcel, C.A.
Telcel Bellsouth (también conocida como Telcel Venezuela o Telcel, C.A.) fue un operador móvil de Venezuela, cuyos activos fueron adquiridos por Telefónica Móviles el 6 de abril de 2005, pasando así a llamarse Telefónica Móviles Venezuela, más conocido actualmente como Movistar.
Gilberto Correa era el locutor oficial de esta compañía. Su código de acceso fue inicialmente 014, el cual desde el año 2001 pasó a ser 0414 (actualmente en manos de Movistar).

## Historia

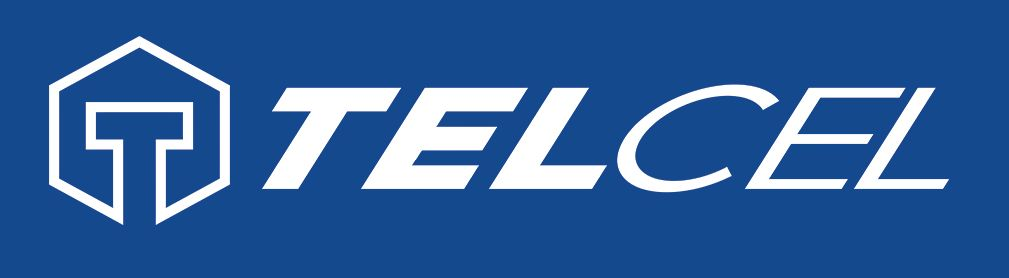
Logotipo de TELCEL desde 1991.

Nace el 7 de mayo de 1991, siendo la primera empresa en ofrecer servicio de telefonía móvil celular en Venezuela con una red de tecnología analógica AMPS en la frecuencia 800 MHz. Telcel introdujo la segunda generación de analógicos: N-AMPS, también en la frecuencia de 800 MHz y un ancho de banda de 10 kHz para el canal de voz.
En 1996, lanza Telpago, el primer sistema de recarga de saldo a través de tarjetas prepagadas.
En 1997, se convierte en la primera compañía en migrar sus números telefónicos a siete dígitos anteponiendo el numeral nueve (9) a los mismos. Más tarde, se fueron incorporando otros numerales.
En 1998, Telcel introdujo la tecnología digital CDMA (Acceso Múltiple por División de Códigos) con lo cual se incrementó la capacidad y eficiencia de la red.
En 1999, crea el servicio T-Net para conexiones a Internet.
En 2000, Telcel introdujo la tecnología WAP (Wireless Application Protocol), para hacer posible la conexión a Internet a través de un teléfono celular.
En 2001, es adquirida por la compañía Bellsouth, incursionando de esta manera en la oferta de servicio de telefonía fija. De esta manera, se rompía el monopolio que mantenía la empresa CANTV hasta ese entonces. Este mismo año la compañía lanzó su banda ancha para Internet, convirtiéndola en la primera empresa en el país que ofrece ese servicio mediante la telefonía fija inalámbrica.
En 2004, Bellsouth vende todas sus operaciones en Venezuela y en Latinoamérica a Telefónica, haciéndose efectivo el cambio en abril del año siguiente cuando desaparece la marca Telcel dándole paso a Movistar.

## Compra por parte de Telefónica
Telcel BellSouth fue comprado el 6 de abril del 2005 por Telefónica Móviles por una cantidad de 1195 millones de dólares (€808 Millones). Telefónica Móviles se convirtió en el líder del mercado venezolano, con 3,9 millones de clientes para octubre del 2004.